# 縣道120號
縣道120號（中斗崙－巴陵），西起新竹縣竹北市中斗崙，東至新竹縣尖石鄉八五山（八五山大橋至桃園市復興區高義未闢建），通車路程40.574公里。本線原規劃翻越桃竹縣界，直達巴陵銜接台7線（北橫公路），後於1992年改為通至高義，惟目前只完成至新竹縣尖石鄉八五山大橋路段。

## 歷史沿革

### 日治時期
日治時期，從新竹至竹東之輕便鐵路於1912年延伸至內灣，其中自芎林秀湖一帶至內灣的輕便鐵路路線與今日縣道120號路廊大致吻合。後來列入指定道路的「竹東內灣道」（11.9218公里）亦是大致沿著這條輕便鐵路路線。

### 第一次公路普查（1961年）
公路法實施後，公路主管機關依法將全台各等級公路賦予編號。當時的120線「下斗崙－八五山」被列為採縣道編號之「重要鄉道」，里程為36.299公里。

### 第二次公路普查（1976年）
120線「下斗崙－巴陵」升格為縣道，並規畫自尖石鄉八五山起延伸，大致經李棟山北側、馬望曾呂西側和烏來山東北側後，溯玉峰溪河谷而下通至北橫公路，總里程86.135公里。唯除了八五山路段於1981年延長1.34公里以外，一直未有闢建。

### 1992年八五山至高義新闢計畫
臺灣省公路局（現交通部公路總局）於民國81年提出「120線尖石鄉八五山至北橫公路高義段新闢路線計畫書」，計畫將縣道120號從八五山開始延伸，沿油羅溪而上，於42.13k處興建3200公尺長隧道穿越桃竹縣界，再沿寶里苦溪右岸而行，至高義（50.43k）銜接北橫公路，全長11.2公里，並計畫於1994至1998年分五個年度執行；惟直至2002年止，僅完成煤源一號橋至八五山大橋約2.8公里路段，通車終點目前位於過八五山大橋後，煤源社區入口處。審計部於2010年查核此計畫執行情形時，指出有路線規劃考量欠周，致歷經6次會勘及修訂路線；未先就計畫部分路段位於水庫集水區範圍，對環境影響之成本分析詳加評估，嗣後又在未定線前即輕率委外辦理環境調查報告，復因未選定路線致環評報告遲未通過審核；路線規劃反覆未決，多次改線及延宕測量及隧道位置選定工作、未積極辦理環評，延宕修正計畫迄未經審查核定等因素，致計畫執行進度嚴重落後等情形，並將本案陳報監察院調查。經監察委員杜善良調查後，於2011年提出調查報告，指出公路總局對於此計畫興建效益結論歧異，後經交通部核定依現況結案，政策反覆，又公路總局未積極輔導或協助地方政府將未建路段改列地方生活圈道路建設，致計畫停擺折損原興建效益，認為公路總局難辭未善盡督導之責；另公路總局辦理本計畫路線測量進度嚴重落後，未確實控管計畫執行，且路線選線反覆未決，延遲後續工作，又內部行政作業冗長，提報作業緩慢，行政效率明顯低落，執行不力，應檢討改進。

### 近年改變
- 省道台3線於1990年代第二次拓寬後，與縣道120號共線路段於橫山鄉九讚頭地區另闢四線道外環新線，不再走經橫山鄉公所前的舊線（新興街）[參 10]。
- 銜接國道三號竹林交流道而闢建的四線道新線（富林路）完工後，縣道120號改走新線，原行經芎林市區之舊線（文山路、文衡路、福昌街）大部分改編入縣道123號[參 12]，秀湖村舊線（五和街，經秀湖派出所前）則解編[參 10]。
- 2001年尖石鄉外環道完工後，縣道120號改行此外環道，原經尖石鄉公所前之舊線解編；橫山鄉內灣路段近年也已改行外環道，內灣老街舊線（中正路）解編[參 10]。
- 2012年11月9日，交通部公告將縣道120號於竹北市起點路段改行光明六路接東興路[參 13]，原福興路、福興東路、嘉興路舊線改編入鄉道竹22線。

## 行經行政區域
全線均位於新竹縣境內。
| 竹北市                     | 中斗崙                   | 0.000         | 台1線          | 公路起點            |
| 竹北市                     | － 地下道 穿越縱貫線北段 |               |                |                     |
| 竹北市                     | 泉州厝                   | －            | （地區道路）   |                     |
| 竹北市                     | 竹北交流道               | 1.800         | 國道一號       |                     |
| 竹北市                     | 石頭厝                   | －            | （地區道路）   |                     |
| 竹北市                     | 芒頭埔                   | 3.050         | 縣道117號      |                     |
| 竹北市                     | 芒頭埔                   | －            | 竹22線         |                     |
| 竹北市                     | 十興                     | －            | 竹22線         | 與竹22線共線起點    |
| 竹北市                     | 東海窟                   | －            | 竹22線         | 與竹22線共線終點    |
| 竹北市                     | 三崁店                   | －            | 縣道123號      | 縣道123號起點       |
| － 與縣道123號之下山橋共構 |                          |               |                |                     |
| 芎林鄉                     | 沒有主要交會點           |               |                |                     |
| －                         |                          |               |                |                     |
| 竹北市                     | 三崁店                   | －            | 竹48線         | 竹48線終點          |
| 芎林鄉                     | 崁下                     | －            | （地區道路）   |                     |
| 芎林鄉                     | 崁下                     | －            |                |                     |
| 芎林鄉                     | 崁下                     | 10.382        | 縣道115號      | 縣道115號終點       |
| 芎林鄉                     | 竹林交流道               | 11.380        | 國道三號       |                     |
| 芎林鄉                     | 柯子林                   | －            | （地區道路）   |                     |
| 芎林鄉                     | 五股林                   | －            | 縣道123號      | 與縣道123號共線起點 |
| 芎林鄉                     | 五股林                   | －            | 縣道123號      | 與縣道123號共線終點 |
| 芎林鄉                     | 柯子林                   | －            | （地區道路）   |                     |
| 芎林鄉                     | 石壁潭                   | 12.916        | 縣道123號      |                     |
| －                         |                          |               |                |                     |
| 竹東鎮                     | 鷄油林                   | －            | （無）         |                     |
| 竹東鎮                     | 鷄油林                   | －            |                |                     |
| 竹東鎮                     | 鷄油林                   | －            | （無）         |                     |
| －                         |                          |               |                |                     |
| 芎林鄉                     | 十股林                   | －            | （地區道路）   |                     |
| 芎林鄉                     | －                       |               |                |                     |
| 芎林鄉                     | 山豬湖                   | －            | 竹26線         | 竹26線起點          |
| 橫山鄉                     | 大肚                     | 18.462        | 台3線          | 與台3線共線起點     |
| 橫山鄉                     | 九讚頭                   | －            | 台3線 · 竹35線 | 竹35線起點          |
| 橫山鄉                     | 十分寮                   | 21.281        | 台3線          | 與台3線共線終點     |
| 橫山鄉                     | 十分寮                   | － 跨越內灣線 |                |                     |
| 橫山鄉                     | 十分寮                   | －            | （地區道路）   |                     |
| 橫山鄉                     | － 跨越內灣線            |               |                |                     |
| 橫山鄉                     | 南河                     | －            | 竹32線         | 竹32線起點          |
| 橫山鄉                     | －                       |               |                |                     |
| 橫山鄉                     | 九芎坪                   | －            | （地區道路）   |                     |
| 橫山鄉                     | 內灣                     | 25.360        | （地區道路）   |                     |
| 尖石鄉                     | 嘉樂                     | －            | 竹59線         | 竹59線起點          |
| 尖石鄉                     | －                       |               |                |                     |
| 尖石鄉                     | 尖石市區                 | 28.420        | 竹60線         | 竹60線起點          |
| 尖石鄉                     | 尖石市區                 | －            |                |                     |
| 尖石鄉                     | 尖石市區                 | －            | （地區道路）   |                     |
| 尖石鄉                     | －                       |               |                |                     |
| 尖石鄉                     | 新樂                     | －            | 竹58線         | 竹58線起點          |
| 尖石鄉                     | －                       |               |                |                     |
| 尖石鄉                     | 鐵嶺                     | －            | （地區道路）   |                     |
| 尖石鄉                     | －                       |               |                |                     |
| 尖石鄉                     | 煤源                     | －            | （地區道路）   |                     |
| 尖石鄉                     | 煤源                     | －            |                |                     |
| 尖石鄉                     | 煤源                     | －            | （地區道路）   |                     |
| 尖石鄉                     | －                       |               |                |                     |
| 尖石鄉                     | 八五山                   | －            | （地區道路）   |                     |
| 尖石鄉                     | 八五山                   | －            |                |                     |
| 尖石鄉                     | 八五山                   | 40.574        | （地區道路）   | 通車終點            |
| 共線                       |                          |               |                |                     |

## 計畫延伸路線

### 原計畫路線（八五山－巴陵）
新竹縣
- 尖石鄉：八五山→煤源部落→李崠山北側（桃竹縣市界）

桃園市
- 復興區：泰平山北側→馬望曾呂西側→桃竹縣市界

新竹縣
- 尖石鄉：烏來山東北側→玉峰道路（今竹60-1線鄉道）→玉峰溪（桃竹縣市界）

桃園市
- 復興區：砂崙仔道路（今桃113線區道）→三光→蘇樂（計畫終點，接 台7線）

### 1992年計畫路線（八五山－高義）
新竹縣
- 尖石鄉：八五山→八五山大橋（目前通車終點）→計畫長隧道口42.13k（桃竹縣市界）

桃園市
- 復興區：沿寶里苦溪右岸→高義50.43k（計畫終點，接 台7線）

## 沿線路名
- 光明六路
- 東興路
- 富林路
- 中豐路
- 中山街

## 沿線設施與景點
- 新竹縣竹北市博愛國民小學
- 新竹縣立博愛國民中學
- 新竹縣政府
- 竹北交流道（ 國道一號）
- 國立臺灣大學新竹竹北校區
- 國立新竹特殊教育學校
- 高鐵新竹站
- 新竹生物醫學園區
- 新竹縣竹北市東海國民小學
- 竹林交流道（ 國道三號）
- 九讚頭車站（內灣線）
- 新竹縣橫山鄉大肚國民小學
- 新竹縣立橫山國民中學
- 合興車站（內灣線）
- 富貴（南河）車站（內灣線）
- 新竹縣橫山鄉內灣國民小學
- 內灣車站（內灣線）
- 新竹縣尖石鄉公所
- 新竹縣立尖石國民中學
- 新竹縣尖石鄉尖石國民小學